# NGC 7735
NGC 7735 este o galaxie situată în constelația Pegas. A fost descoperită în 5 septembrie 1828 de către John Herschel. Se află la o distanță de 119,12 megaparseci de Pământ.